# Sophia Dussek
Sophia Giustina Dussek (née Corri, plus tard Moralt ; Édimbourg, le 1er mai 1775 – Londres, c.1831) est une soprano, pianiste, harpiste et compositrice écossaise d'ascendance italienne.

## Biographie
Sophia Dussek est née dans une famille de musiciens. Elle étudie le chant avec son père, Domenico Corri (en),, compositeur, éditeur de musique et impresario. Son oncle est le compositeur Natale Corri et sa cousine la soprano Fanny Corri-Paltoni. Son père donne des instructions vocales à Sophia et la fait jouer dès son plus jeune âge. Elle est connue en tant que soprano et compositrice de chansons. 
Après avoir déménagé à Londres en 1788, elle étudie avec Luigi Marchesi, Giuseppe Viganoni et Giambattista Cimador (it). Dussek est un artiste très accomplie et elle fait ses débuts à Londres aux prestigieux concerts Salomon  en 1791 avec Haydn dirigeant le clavecin, puis elle chante quelques morceaux lors de la première représentation de The Storm (« La Tempête ») (Hob:XXIVa 8) de Haydn. 
Elle joue également  un grand rôle dans l'introduction de la musique de Mozart à Londres.  Elle a été soliste à la première du Requiem à Londres, donnée aux oratorios du carême de John Ashley à Covent Garden le 20 février 1801.  En 1792, elle épouse Jan Ladislav Dussek, avec qui elle a chanté et joué du piano et de la harpe quelque temps auparavant.  Leur fille, Olivia, est également pianiste, harpiste et compositrice. 
Après la mort de Jan Ladislav en 1812, Sophia épouse le joueur d'alto John Alvis Moralt.  Ils vivent à Paddington, où elle crée une école de musique. Elle a publié des sonates, des rondes, des variations et de nombreux arrangements pour piano ou harpe.

## Œuvres
Clavier
- Sonate pour pianoforte (clavecin) avec violon ou flûte, op. 1 (Londres, vers 1793)
- 3 Sonates pour clavecin (pianoforte) avec violon, op. 1 (Paris)
- Sonate pour pianoforte (Londres, vers 1805)

Harpe
- 3 sonates avec airs écossais et bobines pour les Adagios & Rondos, op. 2 (livre I): Si bémol, sol et si mineur (Londres, Corri & Co., 1794)
- 3 sonates avec airs écossais et bobines pour les Adagios & Rondos, op. 2 (livre II): si bémol, F, C (Londres, Corri & Co., 1795)
- 6 Sonates (Sonatinas): Do, Do, Do, Do (Londres, 1799), autrefois attribuées à Jan Ladislav Dussek (Craw d160 - d165)
- Un air français avec des variations (London, Chappel & Co., 1820)
- "C'est l'amour": Un 3ème air français avec des variations (London, Chappel & Co., 1820)
- Introduction et mars (Londres, 1822)
- Variations sur God Save the King (Londres, 1822)
- "La Chasse": un rondo original (London, Chappel & Co., 1824)
- au moins 7 séries de Favorite Airs (Londres), certaines avec flûte ou violon ad libitum
- arrangements

Harpe et piano
- Duett (Londres, vers 1812)
- Introduction et valse (Londres, 1822)
- arrangements

## Éditions
Les sonates de l'opus 2 ont été publiées dans au moins trois éditions dans les années 1790 par la compagnie Corri-Dussek de Londres comme par Madame Dussek, et il n'y a aucune raison de douter que les 6 sonates de l'opus 2, y compris la célèbre sonate en ut mineur, publiées et attribuées à tort par Schott comme par JL, sont tout sauf le travail de Sophia. Les éditions parisiennes de l'opus 2 publiées par Pleyel ne portent que le nom de Dussek, ce qui a conduit Zabaleta à l'attribuer de manière erronée, mais personne n'a revendiqué l'opus 2 comme étant l'œuvre de JL plutôt que celle de Dussek avant le milieu du XXe siècle. [réf. nécessaire]
- Sophia Corri. Œuvres principales pour harpe seule : 6 sonates op. 2 / French Air / C'est l'amour / La Chasse.  Ed. Floraleda Sacchi.  Ut Orpheus Edizioni , 2010, (ISMN 979-0-2153-1828-1)

## Discographie
- Sonates pour harpe – Kyunghee Kim-Sutre, harpe (décembre 1997, Sonarti records RT01)[3] (OCLC 1305030576)
- Œuvres pour harpe : Six sonates, op. 2 – Floraleda Sacchi, harpe Érard 1816 (6-7 mars 2007, Tactus Records TC 772801)[4] (OCLC 1158993892 et 913825935)
- Six sonates pour harpe – Floraleda Sacchi, harpe (2011 Amadeus Arte AAP11006)[5] (OCLC 857678694)
- Œuvres pour harpe et piano : sonate pour piano en la majeur – Floraleda Sacchi, harpe et Marco Cadario, pianoforte (2011, Amadeus Arte AAP11007)[6]
- Madame et Monsieur Dussek : Sonates et pièces de harpe – Masumi Nagasawa, harpe Naderman 1815 (octobre 2011, Etcetera Records KTC 1439)[7] (OCLC 802691590)
- Duos pour harpe et piano : Introduction et valse  – Masumi Nagasawa, harpe Naderman, 1815 ; Richard Egarr, piano Broadwood 1804 (novembre 2011, Etcetera Records KTC 1436)[8] (OCLC 815510817)